# Rzeczy, które robisz w Denver, będąc martwym
Rzeczy, które robisz w Denver, będąc martwym (ang. Things to Do in Denver When You're Dead) – amerykański thriller z 1995 roku w reżyserii Gary’ego Fledera.

## Opis fabuły
Były gangster Jimmy Tosnia (Andy Garcia) próbuje żyć uczciwie. Niestety, biznes nie idzie mu zbyt dobrze. Musi zwrócić się z prośbą o pożyczkę do „Człowieka z Planem” (Christopher Walken). Ten namawia go do wykonania brudnej roboty – zabicia ukochanego dziewczyny, która podoba się jego synowi. W wypadku giną jednak oboje zakochani. Jimmy musi uciekać z miasta.

## Obsada
- Andy Garcia jako Jimmy Tosnia
- Christopher Lloyd jako Pieces
- William Forsythe jako Franchise
- Bill Nunn jako Easy Wind
- Treat Williams jako Rąbnięty Bill
- Jack Warden jako Joe Heff
- Steve Buscemi jako Pan Shhh
- Fairuza Balk jako Lucinda
- Gabrielle Anwar jako Dagney
- Christopher Walken jako Człowiek z Planem

i inni